# Javni holding Ljubljana
JAVNI HOLDING LJUBLJANA, d.o.o., družba za izvajanje strokovnih in razvojnih nalog na področju gospodarskih javnih služb (krajše JAVNI HOLDING Ljubljana, d.o.o.; kratica JHLJ) je holding javnih podjetij, ki je v lasti 7 občin, in sicer Ljubljana, Medvode, Brezovica, Dobrova – Polhov Gradec, Škofljica, Dol pri Ljubljani in Horjul.
V sklopu holdinga trenutno (2023) delujejo tri javna podjetja:
- Javno podjetje Energetika Ljubljana
- Javno podjetje Vodovod – Kanalizacija Snaga
- Javno podjetje Ljubljanski potniški promet

Leta 2006 sta bila v Javnem holdingu Ljubljana poleg omenjenih še Javno podjetje Ljubljanska parkirišča in tržnice
in Žale Javno podjetje.

## Poimenovanja
- Holding mesta Ljubljana, družba za upravljanje in gospodarjenje z javnimi podjetji (1994)
- Holding Ljubljana, družba za upravljanje in gospodarjenje z javnimi podjetji, d.o.o. (2001)
- JAVNI HOLDING LJUBLJANA, d.o.o., družba za izvajanje strokovnih in razvojnih nalog na področju gospodarskih javnih služb (2004)